# Niels Pauli Danielsen
Niels Pauli Danielsen, född den 6 december 1938 i Tvøroyri, är en färöisk präst och tidigare politiker.
Efter avslutade teologiska studier i Köpenhamn tjänstgjorde han från 1968 som kyrkoherde, i Viðareiði till 1973, i Strendur och Skáli 1973-1980 och i Klaksvík sedan 1980.
Danielsen var kommunpolitiskt aktiv i Viðareiði 1970-1974 (från 1971 som kommunalråd) och i Sjóvar 1977-1980. Han var social- och kommunminister 1985 till 1988 och var då tjänstledig från sitt arbete som präst. Därefter satt Danielsen i lagtinget fram till 1994.
En tid var han även partiledare för Kristiligi fólkaflokkurin, Føroya framburðs- og fiskivinnuflokkur.